# Spruce Grove
Spruce Grove è un comune (city) del Canada, situato in Alberta, nella divisione No. 11.